# 九州英数学舘

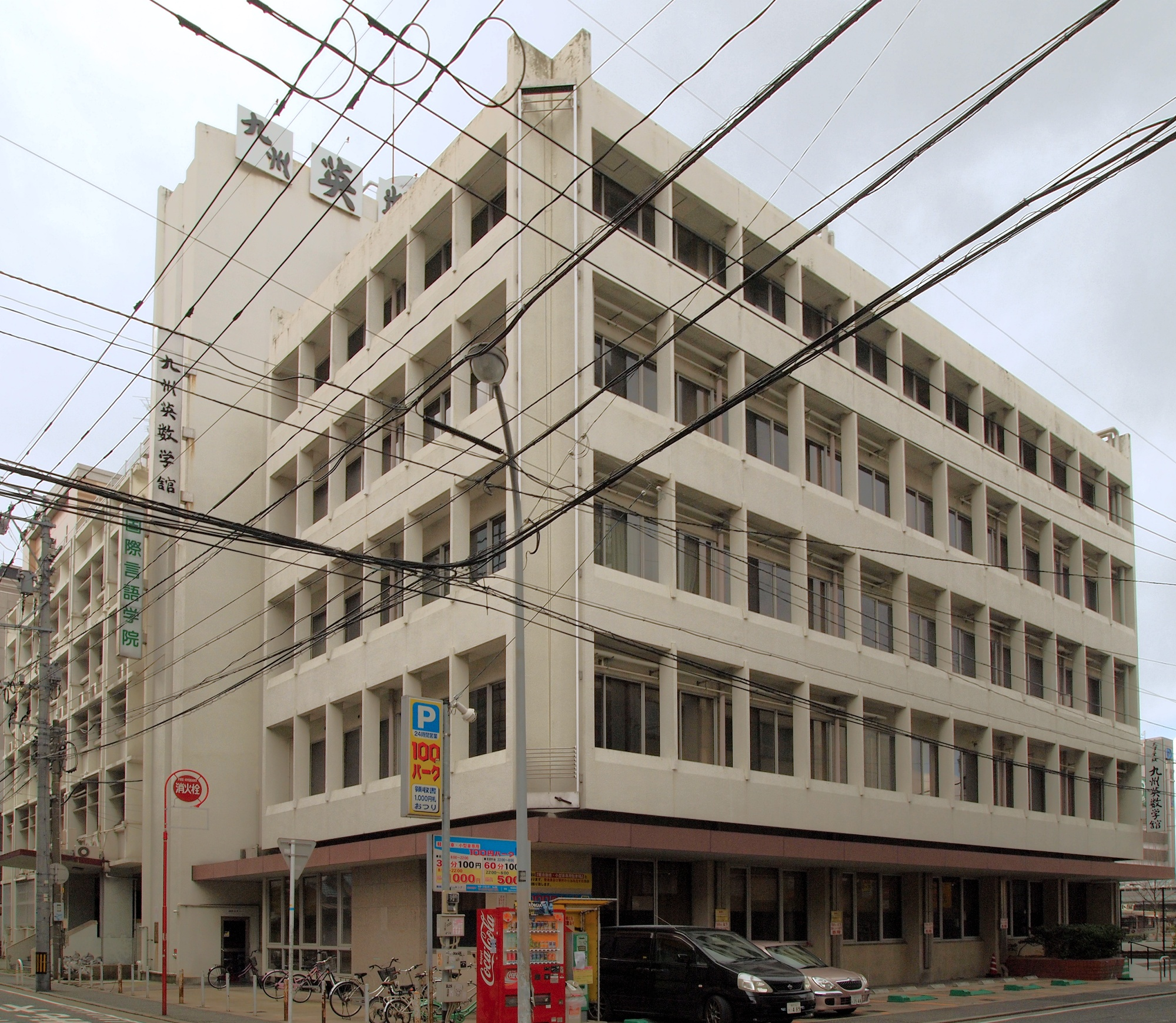
九州英数学舘（2010年）

九州英数学舘（きゅうしゅうえいすうがっかん）は、福岡県福岡市中央区にある私立専修学校。所在地は福岡市中央区舞鶴一丁目5番30号。
かつては大学受験予備校として有名であったが、1999年一般大学受験科を閉鎖。現在は「国際言語学院」を運営している。設置者は学校法人中村英数学園。

## 沿革
- 1951年 - 開校。
- 1956年 - 学生寮を設置。学校法人としての認可を受ける。
- 1971年 - 西日本地区唯一の美術受験科（福岡美術研究所）を設置。
- 1991年 - 専修学校九州英数学舘別科国際言語学院日本語コース開校
- 1994年 - 福岡県知事より九州英数学舘国際言語学院として各種学校の認可を受ける
- 1999年 - 文部科学省より準備教育課程の指定を受ける。大学受験科閉鎖。
- 2002年 - 「別科 福岡美術研究所」を「美大受験科別科 福岡美術研究所」に名称変更。
- 2008年 - 「美大受験科別科 福岡美術研究所」およそ3年間の休校宣言。
- 2011年 - 「大学進学科」設置
- 2015年 - 「国際観光文化学科旅行ホテルコース」設置
- 2016年 - 「国際観光文化学科IT-Webコース」設置
- 2017年 - 「国際観光文化学科」を「国際ビジネス学科」に変更

（注意）「福岡美術学院」は九州英数学舘とは経営上、一切関係はない。

### 大学受験科について
福岡市の中心部である天神地区の北隣にある。福岡では老舗の予備校であり、本校に隣接していた水城学園予備校とともに数多くの浪人生が通学していた。天神地区の中心部からこの2校に通学する際、通学生は昭和通り上の舞鶴1丁目交差点から北側に細く延びる通称「天神万町通り」を通っていた。この2校の通学生により天神万町通りは若者の通行が増加、いつの間にか「親不孝通り」と呼ばれるようになり、彼らを対象とした飲食店やゲームセンター、パチンコ店、カラオケボックス、バー、さらにはバブル景気最盛期に存在した大型ディスコ「マリアクラブ」などの各種商業施設が増加した。1980年代後半になると河合塾や代々木ゼミナールなどの大手予備校が福岡市に進出、1994年駿台予備学校が親不孝通りの入口の昭和通り沿いに進出。1998年水城学園は閉校。1999年本校も大学受験科を閉鎖。現在は「専門学校（専修学校）九州英数学舘」〔大学進学科・国際ビジネス学科〕と「各種学校九州英数学舘国際言語学院」〔日本語学科〕が運営されている。

### 美大受験科について
九州英数学舘美大受験科別科福岡美術研究所は、西日本最大の規模を誇る芸大・美大受験予備校である。一般大学の受験科は1999年閉鎖されたものの、別科の福岡美術研究所は運営を続け、2002年には名称を「美大受験科別科福岡美術研究所」と変更し、その後2008年、3年間の休校を宣言した。設置学科は油絵、日本画、彫刻、デザイン・工芸、建築、教育と多岐にわたる。三十数年の伝統と実績を誇り、歴史の象徴である参考作品数や画集等の書籍数は多い。
学生の通学範囲は地元福岡を中心に北九州や佐賀、山口も含まれる（芸大・美大受験予備校としては九州唯一の学校法人であり、交通機関の学割が可能）。また遠くは沖縄・鹿児島・熊本・大分・長崎などの九州各県から受験生が集う。
福岡美術研究所はこれまでに数多くの芸大・美大に合格者実績があり、2007年度は最難関といわれる東京藝術大学の油画科に浪人生が2名、現役生が1名合格している。休校宣言した2008年には油画科に浪人生が2名、工芸科に浪人生が2名合格した。出身者にスピッツの草野マサムネ、たれぱんだのデザイナー末政ひかるがいる。

## 設置学科（現在）
- 専門学校（専修学校）九州英数学舘〔大学進学科・国際ビジネス学科〕
- 各種学校九州英数学舘国際言語学院〔日本語学科〕

## 著名な出身者
大学受験科
- タモリ（タレント）
- 井上陽水（ミュージシャン）
- 中村基樹（フリーアナウンサー）
- 山田パンダ（フォークシンガー、元・かぐや姫メンバー）

福岡美術研究所
- 草野マサムネ（ミュージシャン）
- 末政ひかる（デザイナー）